# Kålungar
Kålungar (engelska Cabbage Patch Kids) är en serie dockor som blev populära under 1980-talet. Dockorna kunde "adopteras" och varje docka var unik. De hade olika ögonfärg, ansiktsdrag, hårfärg och klädsel. 
Formgivaren av Kålungar, Xavier Roberts, vann Blue ribbon vid Osceola Art Show för sin docka Dexter. Han har sin arbetsplats vid Babyland General Hospital, Cleveland. Där tillverkas alla originaldockor, helt skulpterade i tyg. Martha Nelson Thomas var en skulptör från Louisville, Kentucky, som formgav Kålungarna under 1970-talet. Marthas design blev därefter stulen av Xavier Roberts som tjänade många miljoner.
Tillverkningen av Kålungar började i Hongkong 1981 och fortsatte därefter i Kina och närliggande länder. Företaget Coleco ansvarade för tillverkningen. Originaldockorna var gjorda av tyg men när Coleco började tillverka dem fick de huvuden av hård vinylplast. När Coleco fick finansiella problem i slutet av 1980-talet tog Hasbro över tillverkningen och gjorde mindre dockor. Under senare delen av 1990-talet tog Mattel över tillverkningen. Några år i början av 2000-talet tillverkade Tru dockor som var större än originaldockorna från Coleco. Kålungarna tillverkas fortfarande med hårda huvuden och mjuka kroppar hos leksakstillverkaren Play Along.
Långfilmsprojektet baserat på Kålungarna kom aldrig längre än till planeringsstadiet.